# 3030 Vehrenberg
3030 Vehrenberg (1981 EH16) là một tiểu hành tinh vành đai chính được phát hiện ngày 1 tháng 3 năm 1981 bởi S. J. Bus ở Siding Spring.